# Allamanda nobilis
Allamanda nobilis é uma espécie de plantas com flores. Foi descrito pela primeira vez por Thomas Moore. Allamanda nobilis pertence ao gênero Allamanda e família Apocynaceae.
Este tipo de planta pode ser encontrado em:
- norte do Brasil
  - Rondônia

Não há tipos listados como este.